# Merops
Merops is een geslacht van vogels uit de familie van de bijeneters (Meropidae). De wetenschappelijke naam van het geslacht werd in 1758 gepubliceerd door Carl Linnaeus. De naam 'merops' is in het Latijn de naam voor de bijeneter, en Linnaeus citeerde diverse auteurs die de naam vóór hem ook al gebruikten, onder wie Pierre Belon, Conrad Gesner, Ulisse Aldrovandi, Francis Willughby en John Ray.

## Kenmerken
Bijeneters zijn allemaal uitbundig gekleurde, slanke vogels. Bijna alle bijeneters hebben verlengde middelste staartpennen, een slanke, gebogen snavel en puntige vleugels, waardoor ze lijken op grote zwaluwen. Ze behoren echter niet tot de zangvogels. 

## Verspreiding en leefgebied
De meeste soorten komen voor in Afrika.

## Soortenlijst
Het geslacht omvat de volgende soorten:
- Merops albicollis – Witkeelbijeneter
- Merops americanus  – Roestkruinbijeneter
- Merops apiaster – Bijeneter
- Merops boehmi – Böhms bijeneter
- Merops breweri – Zwartkopbijeneter
- Merops bullockoides – Witkapbijeneter
- Merops bulocki – Roodkeelbijeneter
- Merops cyanophrys – Arabische kleine groene bijeneter
- Merops gularis – Zwarte bijeneter
- Merops hirundineus – Zwaluwstaartbijeneter
- Merops lafresnayii – Ethiopische bijeneter
- Merops leschenaulti – Bruinkopbijeneter
- Merops malimbicus – Roze bijeneter
- Merops mentalis – Blauwsnorbijeneter
- Merops muelleri – Blauwkopbijeneter
- Merops nubicoides – Zuidelijke karmijnrode bijeneter
- Merops nubicus – Noordelijke karmijnrode bijeneter
- Merops oreobates – Bergbijeneter
- Merops orientalis – Aziatische kleine groene bijeneter
- Merops ornatus – Regenboogbijeneter
- Merops persicus – Groene bijeneter
- Merops philippinus – Blauwstaartbijeneter
- Merops pusillus – Dwergbijeneter
- Merops revoilii – Somalische bijeneter
- Merops superciliosus – Madagaskarbijeneter
- Merops variegatus – Blauwborstbijeneter
- Merops viridis – Maleise bijeneter
- Merops viridissimus  – Afrikaanse kleine groene bijeneter